# Marcus Rohdén
Marcus Christer Rohdén (Värnamo, 11 de mayo de 1991) es un futbolista sueco que juega de centrocampista en el AEK Larnaca de la Primera División de Chipre.

## Trayectoria
Rohdén comenzó su carrera en el Hössna IF, luego pasó al IF Elfsborg donde firmó un contrato para integrar sus divisiones inferiores a los 16 años.
En diciembre de 2011, Marcus firmó un contrato sénior con el club de la ciudad de Borås por una duración de cinco años.
Marcó su primer gol en la Allsvenskan contra el BK Häcken el 26 de agosto de 2012.
En 2011, estuvo prestado al Skövde AIK.
El 3 de agosto de 2016, Rohdén fichó por Crotone, de la Serie A italiana.
El 13 de agosto de 2019, el Frosinone Calcio anunció su incorporación hasta el 30 de junio de 2022.

## Selección nacional
Rohdén ha jugado para varias categorías en las selecciones nacionales.
Su debut internacional se produjo en la selección sub-21 de su país el 10 de septiembre de 2012 contra la sub-21 ucraniana (2-1). Sustituyó a su compañero de equipo en IF Elfsborg, Niklas Hult.
El 15 de enero de 2015, Rohdén anotó su primer gol en un amistoso de visitante en una victoria por 2-0 ante Costa de Marfil.
| Años            | Selección     | Partidos | Goles |
| --------------- | ------------- | -------- | ----- |
| 2008            | Suecia sub-17 | 3        | 0     |
| 2012            | Suecia sub-21 | 1        | 0     |
| 2015-actualidad | Suecia        | 18       | 2     |

## Clubes
| Club                   | País    | Año       |
| ---------------------- | ------- | --------- |
| IF Elfsborg            | Suecia  | 2011-2016 |
| Skövde AIK (cedido)    | Suecia  | 2011      |
| F. C. Crotone          | Italia  | 2016-2019 |
| Frosinone Calcio       | Italia  | 2019-2023 |
| Fatih Karagümrük S. K. | Turquía | 2023-2024 |
| AEK Larnaca            | Chipre  | 2024-     |

## Palmarés

### Títulos nacionales
| Título         | Club             | País   | Año     |
| -------------- | ---------------- | ------ | ------- |
| Allsvenskan    | IF Elfsborg      | Suecia | 2012    |
| Copa de Suecia | IF Elfsborg      | Suecia | 2012-13 |
| Serie B        | Frosinone Calcio | Italia | 2022-23 |
| Copa de Chipre | AEK Larnaca      | Chipre | 2024-25 |